# Jaborosa leucotricha
Jaborosa leucotricha är en potatisväxtart som först beskrevs av Carlos Luis Spegazzini, och fick sitt nu gällande namn av A.T. Hunziker. Jaborosa leucotricha ingår i släktet Jaborosa och familjen potatisväxter. Inga underarter finns listade i Catalogue of Life.